# 穆尔泰
穆尔泰（Multai），是印度中央邦Betul县的一个城镇。总人口21428（2001年）。

## 人口
该地2001年总人口21428人，其中男性11099人，女性10329人；0—6岁人口2759人，其中男1407人，女1352人；识字率73.95%，其中男性为79.11%，女性为68.40%。